# Thio-

Chemický vzorec kyseliny thiosírové

Chemická předpona thio- (z řeckého theion – síra) označuje látku, kde je jeden atom kyslíku nahrazen atomem síry. Nejznámější příklady jsou kyselina thiosírová a její soli (thiosírany), např. thiosíran sodný. Z organických sloučenin jsou to například thiomočovina nebo thioethery (též nazývané organosulfidy).